# Malstaätten
Malstaätten, medeltida svensk frälseätt, härstammande från gården Malsta i Malsta socken, Lyhundra härad, Roslagen.
Vapen: en kluven sköld, vars ena fält var tre eller flera gånger ginstyckat

## Historia
Dess förste kände medlem var Johan i Malsta, som nämns i handlingarna 1298 och 1317. 
1. Gregers Johansson (död mellan 1325 och 1345), gift med en syster till Gustav Birgersson (Sparre av Hjulsta och Ängsö) och var far till:
  1. Inga Gregersdotter (Malstaätten) gift med Guttorm Toresson (kluven sköld)
  2. Birger Gregersson, ärkebiskop.
  3. Johan Gregersson (död mellan 1357 och 1368) på Malsta. Sannolikt gift med en syster till folkungarnas marsk Erik Kettilsson Puke.
2. Tomas Jonsson (Malstaätten), magister i Paris på 1320-talet och biskop i Växjö 1344–75 (1376?), tillhörde det stormannaparti, som störtade Magnus Eriksson. Han stod den heliga Birgitta nära, ledsagade henne på resan till Neapel 1365–66 och var under 1370-talets förra hälft en av föreståndarna för byggnadsarbetet på klosteranläggningen i Vadstena.

Ätten utslocknade på manssidan med den sistnämndes brorson Kettil Jonsson, riddare och riksråd, död i slutet av 1380-talet. Han var gift med Kristina Finvidsdotter (Frössviksätten), som dog senast 1392.
Riddaren och häradshövdingen i Bråbo härad i Östergötland Kettil Johansson (död mellan 1386 och 1395), nämnes i drotsen Bo Jonsson (Grip)s testamente 1384 som suppleant för sin morbror såsom en av testamentsexekutörerna. 
Hans vapensköld är ett av de nio svenska adliga vapen som avbildats i Bergshammarvapenboken i Riksarkivet, Gelrevapenboken i Bibliotheque Royale, Bryssel, och Bellenvillevapenboken i Bibliotheque Nationale, Paris. Dess förekomst där har sammanställts med att Kettil 1385–86 jämte konung Albrekt och flera av innehavarna av de övriga i dessa handskrifter avbildade vapnen kan beläggas ha varit i Mecklenburg, där det svenska materialet till vapenböckerna då torde ha insamlats. Tack vare dessa bilder är det känt, att den ena halvan av Malstaättens vapen var röd och den andra styckad i vitt och blått. Efter vistelsen i Mecklenburg har Kettil ej kunnat beläggas i livet, och med honom torde Malstaätten ha dött ut.

## Vapnet
Ättvapnet var en kluven sköld med två snedbjälkar i vänstra halvan. Ett liknande sköldemärke fördes av en med Malstaätten, såvitt man vet, obesläktad ätt vilken idag kallas Bengt Bossons ätt, representerad av bröderna Magnus Bosson, ärkebiskop 1285–89, och Bengt Bosson, riddare från omkring 1285 och sedermera riksråd, död i mitten av 1330-talet, samt av den sistnämndes son, riddaren och riksrådet Magnus Bengtsson, död 1335.
Det har påpekats att ättens vapen hade likheter med den Bjälboättens oäkta gren, och att det förhållandevis ovanliga förnamnet Gregers förekommer i båda ätterna.